# Mesoleon dobbertinianus
Mesoleon dobbertinianus là một loài côn trùng thuộc bộ Neuroptera. Loài này được Handlirsch miêu tả năm 1906.